# Tribunal indigène (empire français)
Dans l'empire colonial français, un tribunal indigène est un organe du droit colonial français chargé de juger les affaires n'impliquant pas de colons. En principe, ces tribunaux sont censés appliquer le droit autochtone de chaque société dans laquelle ils s'insèrent. En pratique, tous les spécialistes s'accordent sur le caractère expéditif et arbitraire de ces tribunaux, qui sont soigneusement évités par les gens autochtones. Cette juridiction est instaurée par décret à Madagascar en 1898, en Afrique-Occidentale française en 1905 et en Afrique-Équatoriale française en 1910. Elle est organisée en quatre niveaux, avec à la base les chefs que l'administration choisit, puis en deuxième et troisième niveaux des juges français. Le pouvoir accordé à ces juges est sans commune mesure avec la métropole, puisqu'un tribunal indigène est généralement composé d'un seul juge, avec toutes les latitudes. La cassation, en dernier recours, est faite à Paris. Les peines prononcées sont à 95 % carcérales, créant un système de prisons d'ampleur. Un pour cent des condamnés est tué en application de la peine de mort. Entre 1921 et 1931 en Afrique-Occidentale, 180 personnes sont tuées sur ordre des tribunaux « indigènes » pour anthropophagie, alors qu'aucune preuve scientifique n'indique que de telles pratiques aient eu cours. Ces procès et ces morts servaient en fait à donner en spectacle la mission civilisatrice de la France, qui a très souvent caractérisé les peuples autochtones comme des cannibales. Au Soudan, les juges français sont d'avis que le droit local interdit aux femmes autochtones de quitter le domicile de leurs maris, et leur ordonne donc d'y retourner sans exceptions.
En 1905, l'administrateur Ernest Roume lance une enquête sur le droit autochtone visant à codifier les différentes pratiques, mais ce projet n'avança pas jusqu'à ce qu'il soit relancé en 1931 par l'administrateur Jules Brévié. Cent vingt-huit codes furent rédigés à partir de questionnaires remplis par des fonctionnaires, codes qui ne furent en pratique jamais utilisés par les tribunaux, et relégués dans l'oubli au moment des décolonisations.
Ce système de « justice indigène » coloniale est distinct en principe du régime de l'indigénat: les sanctions prises en vertu du Code de l'indigénat sont décidées par les gouverneurs, sans procès, afin de discipliner les résistants autochtones. Dans les faits, la connivence et les relations de pouvoir entre magistrats et administrateurs (qui choisissent notamment les assesseurs) font que les deux systèmes de punition jouent simultanément.